# Zé do Rádio
Ivaldo Firmino dos Santos, o popular Zé do Rádio, foi um torcedor-símbolo do Sport Club do Recife. Ficou conhecido em 2001, quando foi chamado pelo então técnico da Portuguesa de Desportos, Zagallo, de o torcedor mais chato do Brasil, através de um programa de TV. Nos jogos do Sport geralmente ele ficava com um rádio enorme no volume máximo próximo ao técnico adversário.
Em 1972 Zé do Rádio passou a frequentar os estádios e acompanhar o futebol. Como passava sempre por perto da Ilha do Retiro, resolveu torcer pelo Sport. Zé do Rádio se orgulhava do status de torcedor mais chato do mundo.
Nos anos de 1971 e 1972, Zé do Rádio foi torcedor do Náutico por 1 ano, 3 meses e 28 dias (tempo que durou seu namoro), apenas para conquistar seu sogro, o professor de música, Miguel Barkokebas, e casar com Deomiyrza Barkokeba dos Santos, com quem vivia até a sua morte. Zé do Rádio temia que Barkokebas, alvirrubro alucinado, proibisse o seu namoro pelo fato de ser rubro-negro.
A partir de dezembro de 2006, Zé do Rádio passou ser considerado pelo Guiness Book como o torcedor mais chato do mundo. Fama essa que ele passou para seu sucessor Enilson, mais conhecido como Pajé. "Só falta agora deixar a bigoda crescer", disse o rubro-negro Enilson, muito emocionado com o "título".
De acordo com a nota de falecimento divulgada pelo Real Hospital Português de Beneficência, Ivaldo Firmino dos Santos, o Zé do Rádio, deu entrada no hospital na madrugada do dia 21/05/2015 em parada cardiorrespiratória. Foi reanimado e internado na Unidade de Recuperação Cardiotorácica, teve nova parada, mas não respondeu aos procedimentos dos médicos e morreu às 10h30 (de Brasília) do dia 21/05/2015.